# エイムクリエイツ
株式会社エイムクリエイツは、丸井グループの連結子会社、店舗内装・広告・商業施設運営を主たる事業とする日本の企業。

## 店装事業
グループ内の内装から始まった事業で、現在ではさまざまな店舗の企画・設計・施工など、店舗経営に関するさまざまな提案をしている。業種が「建設」となっているのはそのためである。

## 広告事業
グループ内の広告作成から始まった事業で、現在ではさまざまな店舗の企画や経営に携わってきた経験を活かし、店舗の利用価値向上のためのサポートをしている。

## 商業施設事業
プロパティマネジメント事業と呼ばれている。店作りの知識を活かし、店舗の実践的な経営をしている。
丸井グループ内においては、2007年よりマルイ店舗跡をリニューアルしたエンクローズド（共同店舗型）ショッピングモールのモディ (modi) を展開しており、当初は当社が運営していたが、2019年4月に各店舗が丸井へ経営統合された。

## その他の事業
前記に付随する事業として、不動産事業がある。

## 沿革
- 1959年（昭和34年）
  - 8月4日 - 丸井の店装・広告部門の拡充のため、資本金200万円で株式会社丸井広告事業社を設立。
  - 9月18日 - 事業を開始。
- 1974年（昭和49年）5月 - 資本金を3千万円に増資。
- 1977年（昭和52年）
  - 3月 - 資本金を6千万円に増資。
  - 10月 - グループ外の店舗の内装にも着手し始める。
- 1982年（昭和57年）4月 - 資本金を1億円に増資。
- 1983年（昭和58年）1月 - 売上高が年間100億円を超える。
- 1988年（昭和63年）8月 - CIを導入。株式会社エイムクリエイツに商号変更。
- 1998年（平成10年）11月 - 東京都中野区中野3丁目31番1号に新本社ビルが完成。[4]
- 2004年（平成16年）10月 - 大阪府大阪市淀川区に大阪営業所（後の関西支店）を開設。
- 2005年（平成17年）2月 - プロパティマネジメント事業（商業施設事業）を開始。
- 2006年（平成18年）9月28日 - 東京都町田市のマルイビィ町田跡地に「町田モディ」開業。
- 2007年（平成19年）
  - 3月15日 - 神奈川県横浜市戸塚区の丸井戸塚店跡地に「戸塚モディ」開業。
  - 3月24日 - 埼玉県川越市の丸井川越店跡地に「川越モディ」開業。
  - 9月28日 - 東京都立川市のマルイミニ立川跡地に「立川モディ」開業。
- 2009年（平成21年）1月 - 福岡県福岡市博多区に九州営業所（後の九州支店）を開設。
- 2011年（平成23年）10月 - 本社を中野区中野3丁目34番28号の、中野マルイが入居する中野南口ビルに移転。[5]
- 2012年（平成24年）5月27日 - 立川モディ閉店。
- 2015年（平成27年）11月19日 - 東京都渋谷区のマルイシティ渋谷跡地に「渋谷モディ」開業。
- 2016年（平成28年）
  - 4月27日 - 愛知県名古屋市中村区に名古屋支店を開設。
  - 10月26日 - 千葉県柏市の丸井柏店マルイ館跡地に「柏モディ」開業。
  - 11月19日 - 静岡県静岡市葵区の丸井静岡店B館跡地に「静岡モディ」開業。
- 2019年（平成31年）
  - 4月1日 - モディ各店舗の経営を丸井へ移譲。
  - 5月9日 - 丸井グループと住友林業が業務提携し、エイムクリエイツの株式40%を住友林業が取得することを発表。
- 2020年
  - 4月24日 - 神奈川県横須賀市に coaska bay side stores を開業。

## その他
- 千葉商科大学サービス創造学部の公式サポーター企業